# Holzgerlingen
Holzgerlingen [hɔlt͡sˈɡɛr.lɪ.ŋən] este un oraș din landul Baden-Württemberg, Germania, care aparține districtului Böblingen.

## Poziție geografică
Holzgerlingen este situat în regiunea Schönbuchlichtung, la cinci kilometri sud de Böblingen. Centrul vechi al orașului este situat la 475 m deasupra nivelului mării, pe bazinul hidrografic dintre Aich, care izvorăște la un kilometru sud-est în zona urbană, curge spre est și se varsă în Neckar la Nürtingen, și Würm, care curge spre vest spre Pforzheim, la trei kilometri sud în comuna Altdorf.

## Transport
În 1910 orașul a fost conectat la rețeaua feroviară. În 1965, linia traficului de pasageri a fost întreruptă. După ani de închidere, linia Schönbuchbahn a fost pusă în funcțiune, în decembrie 1996. Trei opriri în Holzgerlingen (Nord, Bahnhof și Buch) fac leagă orașul de Böblingen prin rețeaua S-Bahn din Stuttgart.
Autostrada federală „B 464” (Renningen-Reutlingen) leagă Holzgerlingen de rețeaua de drumuri naționale. Deja în 1934, orașul are o stradă de centură. Prin aceasta, zona centrală a orașului a rămas în mare parte, până în prezent, neatinsă de trafic. Azi B 464 este parțial construită ca o autostradă cu patru benzi.